# Resolución 1923 del Consejo de Seguridad de las Naciones Unidas
La resolución 1923 del Consejo de Seguridad de las Naciones Unidas, aprobada por unanimidad el 25 de mayo de 2010, recordando las resoluciones anteriores número 1769 (2007), 1778 (2007), 1834 (2008), 1861 (2009), 1913 (2010) y 1922 (2010) sobre Chad y la República Centroafricana; decidió prorrogar el mandato de la Misión de las Naciones Unidas en la República Centroafricana y el Chad (MINURCAT) hasta el 31 de diciembre de 2010. Se reconoció además el compromiso del Consejo de Seguridad con el Gobierno de Chad de apoyar un Destacamento Integrado de Seguridad (DIS), cuyo mantenimiento dependía del gobierno chadiano, que debería sustituir en su labor a la MINURCAT, la cual deberá retirarse progresivamente hasta liquidarse totalmente como muy tarde antes del fin de 2010.
Para algunas organizaciones de defensa de los Derechos Humanos, como Amnistía Internacional, la decisión de retirar las tropas de la MINURCAT podría poner en peligro la seguridad de los desplazados (unos 250.000 desplazados del Conflicto de Darfur y otros 165.000 desplazados internos del propio Chad según los datos de la misma ONG).

## Resolución
El preámbulo de la resolución 1923 recogía el beneplácito del Consejo de Seguridad por la firma, en enero de 2010, de un acuerdo entre Chad y la República Centroafricana para normalizar sus relaciones bilaterales y desplegar una fuerza conjunta en su frontera que impidiese el movimiento de grupos armados. Para el Consejo de Seguridad, las actividades armadas y de bandidaje en el este de Chad, el nordeste de la República Centroafricana y el oeste de Sudán (la región de Darfur) suponían una grave amenaza para la seguridad de la población civil, la realización de labores humanitarias y la estabilidad política de dichos países.
Según la resolución, el Gobierno de Chad debía comprometerse a garantizar la seguridad y la protección de los civiles que se encuentren en peligro, especialmente los refugiados; facilitar la prestación de ayuda humanitaria y la libre circulación del personal humanitario mejorando la seguridad en el este del Chad; y garantizar la seguridad y la libertad de circulación del personal de la MINURCAT y del personal de las Naciones Unidas y el personal asociado. En el plano humanitario, los objetivos que debían cumplirse con la colaboración de Chad fueron:
1. Regreso y reasentamiento voluntario de los desplazados internos en condiciones sostenibles y de seguridad.
2. Desmilitarización de los campamentos de refugiados y desplazados internos, plasmada en la disminución del número de armas, la violencia y las violaciones de los derechos humanos.
3. El aumento de la capacidad de las autoridades nacionales del este del Chad, incluidos los organismos nacionales de policía, el poder judicial y el sistema penitenciario, para proporcionar la seguridad necesaria a los refugiados, los desplazados internos, los civiles y los trabajadores humanitarios, respetando las normas internacionales de derechos humanos.